# Микели
Микели (на фински Mikkeli, на фински се изговаря с меко „К“ Микьели) е град в Югоизточна Финландия. Разположен е на брега на езерото Уконвеси. Той е главен административен център на лян Източна Финландия. Транспорен шосеен възел. Има жп гара по линията между градовете Куовола и Куопио. Население 48 756 жители към 28 февруари 2007 г.

## Личности
Родени
- Марют Паавилайнен (р.?), финландска певица
- Оли Рен (р. 1962), финландски политик

## Побратимени градове
- Молде, Норвегия